# Chasteluç Malvalés
Chasteluç Malvalés (en francès Châtelus-Malvaleix) és una localitat i comuna de França, a la regió de la Nova Aquitània, departament de la Cruesa, al districte de Guéret. És la capçalera del cantó del seu nom, encara que Genolhac i Clunhac la superen en població. La seva població al cens de 1999 era de 569 habitants. Està integrada a la Communauté de communes de la Petite Cruesa.

## Demografia
| 1968 | 1975 | 1982 | 1990 | 1999 |
| ---- | ---- | ---- | ---- | ---- |
| 710  | 641  | 585  | 558  | 569  |

## Administració
| Període | Identitat             | Partit |
| ------- | --------------------- | ------ |
| 2001-   | Jean-François Bouchet | PS     |